# Agathylla narentana
Agathylla narentana is een slakkensoort uit de familie van de Clausiliidae. De wetenschappelijke naam van de soort is voor het eerst geldig gepubliceerd in 1868 door A. Schmidt.